# Alan Moore
Alan Moore (Northampton, Inglaterra, 18 de noviembre de 1953) es un escritor y guionista de cómics británico; en esa última labor es en la que ha destacado por sus trabajos reconocidos por la crítica y popularmente aclamados como Watchmen, V de Vendetta, From Hell y The League of Extraordinary Gentlemen y la Cosa del Pantano (Swamp Thing en inglés). Ha sido catalogado como el «mejor escritor de historietas de la historia».
Trabajó primero para el mercado de su país en revistas como 2000AD o Warrior. A partir de 1984 trabajó en el mercado estadounidense, principalmente para DC Comics. Desde mediados de la década de 1990 trabaja mayormente en editoriales independientes a ambos lados del Atlántico.
Su pintoresco pasado, aunado a una actitud con ciertos matices misantrópicos y su autoproclamada conversión en mago del caos, lo han vuelto célebre hasta el punto de convertirse en un ícono. Políticamente se declara anarquista, ideología que refleja en algunas de sus obras.
El 9 de septiembre de 2016, Moore anunció que se retiraba de la industria del cómic.

## Biografía

### Primeros trabajos
Tras ser expulsado del colegio, Moore pasó varios años trabajando antes de iniciar su carrera como historietista a finales de los 70. Hizo dibujos underground para publicaciones de revistas musicales como Sounds y la NME, bajo el seudónimo de Curt Vile (juego de palabras con el nombre del compositor Kurt Weill), a veces colaborando con su socio Steve Moore, con el que solo compartía amistad y apellido. Bajo el seudónimo de Jill de Ray (otra manera de pronunciar el nombre de Gilles de Rais, asesino en serie) empezó una publicación llamada Maxwell the Magic Cat, para el periódico Northants Post, la cual duró hasta 1986. A Moore le hubiera encantado seguir publicando las aventuras de Maxwell, pero terminó de publicarlo en el momento que el periódico publicó una carta del director de carácter homófobo.
Decidido a no ser dibujante, sino guionista, proporcionó guiones para la Marvel UK, 2000 AD y Warrior. Sus primeros guiones cortos fueron para la revista Doctor Who Magazine y Star Wars Weekly, antes de saltar a la fama con su primer proyecto importante Captain Britania (Capitán Britania en España) junto a Alan Davis. Empezó a trabajar con 2000 AD a principios de los 80, cuando presentó el proyecto de un guion que impresionó al subeditor Alan Grant. El guion fue para Judge Dredd (El juez Dredd en España), y también participó en el guion de Future Shocks. Grant recuerda que cuando recibió el guion de Alan Moore, era demasiado largo para su publicación, pero que no encontró la manera de cortarlo sin desgraciarlo, a lo que concluyó: «this guy's a really fucking good writer» («este chico es un escritor jodidamente bueno»). Finalmente le pidió a Moore que lo recortara él mismo, y le compró el guion reducido. A partir de ese momento, Moore vendió durante esos tres años unos cincuenta guiones de Future Shocks y Time Twister para la revista 2000 AD con cada vez más regularidad.
Coincidiendo con la elaboración de Captain Britain para Marvel UK y varios guiones para Warrior, Moore empezó a proyectar series más largas para 2000 AD. En 1983 salió a la luz Skizz, un cómic de ciencia ficción (le pidieron a Moore que hiciera una adaptación a su estilo de la película E.T., a lo que presentó Skizz, diciendo que su versión «le debía mucho a Alan Bleasdale», escritor de guiones de series televisivas inglesas) junto con el dibujante Jim Baikie. Moore escribió también una historia autoconclusiva protagonizada por D.R. and Quinch (una serie de ciencia ficción con personajes de la revista National Lampoon O.C. and Stiggs, descritos por Alan Moore como «Continuando con la tradición de Daniel el Travieso pero dándole poderes termonucleares») junto con su compañero dibujante Alan Davis. Considerada como su obra culminante en la revista 2000 AD (sin ser un éxito inmediato), The Ballad of Halo Jones fueron las primeras series en el cómic en estar basadas alrededor de un personaje femenino, cocreado con el dibujante Ian Gibson.
Aunque los trabajos de Moore en 2000 AD estuvieran entre las publicaciones más importantes de la revista, Moore empezó a preocuparse por la falta de derechos de autor en los cómics ingleses. En 1985, habló con el fanzine Arkensword y notificó que dejaba de publicar para la editorial inglesa IPC (editorial a la cual pertenecía 2000 AD), «básicamente porqué IPC me ha evitado con mentiras, engaños o en general, me ha tratado como la mierda». Alan Moore reunió a otros artistas del cómic para contestar en contra de la venta masiva de sus derechos de autor. Y en 1986 dejó de escribir para 2000 AD parando la producción del proyecto de futuros cómics Halo Jones. Moore da a conocer sus principios, particularmente sobre los derechos de autor y su posesión, más adelante rompería más tratos con otras editoriales durante su carrera.
De su trabajo durante este periodo, es sin duda su Marvelman (más tarde rebautizado como Miracleman por razones legales) en Warrior el que sedujo más a la crítica. Marvelman era una nueva visión del superhéroe olvidado de los años 50, dibujado primero por Garry Leach y posteriormente por Alan Davis. Moore se inició en el proyecto de V for Vendetta, una aventura pulp sobre un anarquista extravagante que se viste como Guy Fawkes y se enfrenta a un futuro gobierno fascista británico, ilustrado por David Lloyd; y The Bojeffries Saga, una comedia sobre una familia de vampiros y hombres lobo pertenecientes a la clase trabajadora inglesa, dibujada por Steve Parkhouse. La revista Warrior cerró antes de que estas fuesen concluida, pero Alan tenía permiso para continuar sus obras con otras editoriales.

### Etapa americana
El trabajo del Moore inglés llamó la atención del editor de DC Comics Len Wein, quien lo contrató en 1983 para escribir Swamp Thing, un cómic de monstruos con una fórmula condenada a producir pocas ventas. Moore, con los dibujantes Stephen R. Bissette, Rick Veitch y John Totleben, deconstruyeron y reimaginaron el personaje, escribiendo unas series de historias experimentales que trataban asuntos sociales y del medioambiente junto una trama de terror y fantasía, apoyada en la información de la cultura de Luisiana, lugar donde se producían los hechos de la historia. Moore resucitó muchos de los personajes mágicos y sobrenaturales que tenía DC criando polvo, como por ejemplo The Spectre, The Demon, The Phantom Stranger o Deadman, e introdujo a John Constantine, un mago inglés de la clase trabajadora, cogiendo de modelo al cantante Sting. Este más tarde tendría sus propias series, Hellblazer, quizás la serie continua más larga publicada por DC con Vertigo.
La carrera de Moore con Swamp Thing fue un éxito tanto de crítica como en las ventas, y animó a DC a reclutar guionistas en Europa, sobre todo en Inglaterra, del nivel de Grant Morrison, Jamie Delano, Peter Milligan y Neil Gaiman para escribir relatos al estilo de Alan Moore y reciclar personajes olvidados. Los títulos que siguieron asentaron las bases de lo que sería el estilo Vertigo. Moore acrecentó la productividad creando un cómic de Superman en 1985 (For the Man Who Has Everything), su segunda parte (Whatever Happened to the Man of Tomorrow?) en 1986 y el tomo único de Batman en The Killing Joke con Brian Bolland como dibujante.
La serie cerrada Watchmen empezó en 1986 y fueron recopilados en un libro de bolsillo comercializado en 1987, consolidando la reputación de Moore. Imaginaban cómo sería el mundo si los héroes disfrazados hubieran existido desde los años 40. Moore junto al dibujante Dave Gibbons ambientan la trama en una Guerra Fría alternativa, en la que una inminente guerra nuclear amenaza al planeta. Estos héroes se encuentran en medio de esta creciente crisis mundial, ya sea trabajando para el gobierno como por su cuenta, todos con perfiles psicológicos complejos y distintos. Watchmen tiene un desarrollo no lineal y es contada desde muchos puntos de vista distintos. Incluye también numerosas innovaciones formales, como el diseño simétrico de las primeras páginas con las últimas, hasta llegar a las centrales del capítulo 5 «Fearful simetry» («Terrible simetría»). Gracias a estas y muchas otras innovaciones formales estilísticas, y en el trato de los personajes y argumento, tiene el honor de ser el único cómic de tomo único en ganar un premio Hugo.
Watchmen, junto a otros muchos cómics de otros autores como Batman: The Dark Knight Returns (Batman: el regreso del caballero oscuro) de Frank Miller, Maus de Art Spielgman o Love and rockets de Jaime y Gilbert Hernández, conformaron un nuevo estilo a finales de los 80 en los Estados Unidos, con una concepción del cómic más adulta. Nació la novela gráfica como la entendemos hoy en día. Moore no tardó en convertirse en una celebridad para los medios de comunicación; y esta presión fue la que lo llevó a retirarse del fandom y dejar de asistir a las convenciones comiqueras. Marvelman fue reimpreso y renombrada en el mercado americano como Miracleman, publicado por la editorial Eclipse Comics. El cambio de nombre fue promovido por Marvel Comics, debido a posibles infracciones de la patente del nombre. A pesar de las controversias por los derechos de autor de los dibujantes y las acusaciones de impago contra el editor, Moore, junto a los dibujantes Rick Vietch y John Totleben, acabaron la historia pensada por él primero y le pasó el testigo a Neil Gaiman y al dibujante Mark Buckingham. El tema de la propiedad intelectual del personaje sigue siendo un terreno fangoso. Moore y Lloyd retomaron el proyecto de V for Vendetta, traspasándose a DC, donde fue reimpreso, completado a todo color y comercializado como un único tomo.
En 1987 Moore presentó una propuesta de una miniserie llamada Twilight of the Superheroes (Crepúsculo de los superhéroes), una variación del título de la obra de Richard Wagner Gotterdämmerung, que significa «El crepúsculo de los dioses». Las series estarían ambientadas en un futurista universo DC, en un mundo gobernado por los superhéroes de esta casa y de Marvel, que planean aliarse con una boda dinástica. Pero el poder resultante de esta unión resultaría peligroso para la libertad. Varios personajes, incluido el mismo John Constantine, creado por Moore, lucharán para detenerlos y acabar con su intento de truncar la libertad de la humanidad. Estas series volverían a dar vida a parajes olvidados en las continuas revisiones de 1985 para las miniseries Crisis on Infinite Earths. La serie no fue encargada al final, pero las anotaciones de Moore han aparecido recientemente a pesar de los intentos vanos de DC, que aseguran que el proyecto es de su propiedad. Posteriormente DC copiaría conceptos como el hipertiempo en otros cómics. Las miniseries Kingdom Come de Mark Waid y Alex Ross publicadas en 1996 sobre un tema muy similar al de Twilight of Superheroes, donde narran también un conflicto provocado por superhéroes de un universo DC futurista. Waid y Ross afirmaron haber leído el proyecto de Moore antes de empezar a crear el suyo, pero aseguran que las coincidencias son mínimas e inintencionadas.
La relación entre Moore y DC iba en deterioro en los temas de derechos de autor y merchandising. DC no pagó ningún derecho a Moore ni a Gibbons por el uso de su obra Watchmen en la creación de merchandaising, que DC definió como una forma de promoción. Un grupo de comiqueros, entre los que estaban Moore, Frank Miller, Mary Wolfman y Howard Chaykin, se despidieron de DC a partir de una propuesta de clasificación de edad similar a la usada en las películas. Una vez terminado V for Vendetta en 1989, Moore abandonó finalmente DC.

### Etapa independiente
Moore inició esta etapa con una gran variedad de proyectos junto a editores independientes, entre los que destacan el cómic Brought to Light, una historia sobre las operaciones encubiertas de la CIA, ilustradas por Bill Sienkiewicz para Eclipse Comics. Otra obra destacada de este periodo fue la antología AARGH siglas de Artists Against Rampant Government Homophobia (Artistas contra la homofobia galopante en el gobierno), una campaña contra las leyes antihomosexuales. Fue publicado por Moore junto a su mujer Phyllis Moore y su amante Deborah Delano, en su editorial recientemente creada llamada Mad Love Publishing, cuyos beneficios fueron dirigidos a la Organisation for Lesbian and Gay Action.
Dave Sim, caricaturista y defensor de la publicación libre, instigó a Moore a crear su próximo proyecto para Mad Love, llamado Big Numbers, una serie de doce capítulos con la acción situada en una Northampton actual, con una trama inspirada en la teoría del caos y en las teorías matemáticas de Benoît Mandelbrot. Bill Sienkiewicz fue dibujante, utilizando un estilo pictórico con referencias fotográficas. Cuando llevaban hechos dos números Sienkiewicz dejó la serie, y aunque anunciaron que Al Columbia lo sustituiría, no fueron publicados más números de esta serie. Moore escribió un cómic llamado Victor Gollancz Ltd, A Small Killing, una historia que trata sobre un publicista obsesionado con su infancia, ilustraciones de Óscar Zárate, publicado en 1988 para Mad Love y reimpreso en 2003 para Avatar Press. Phylis y Deborah abandonan a Moore, por lo que este decide disolver Mad Love.
Moore contribuyó en dos series en una antología del terror para la revista Taboo, editada por Stephen R. Bissette. Con From Hell Moore haría una autopsia de los asesinatos de Whitechapel y del presunto Jack el Destripador, comparando la década de 1880 con el terrible inicio del siglo XX.
En From Hell, Moore se inspiró en el modus operandi de la novela de Douglas Adams Dirk Gently's Holistic Detective Agency, lo que le llevó a pensar que para resolver los casos de Whitechappel según la holística debía darle sentido a los actos de los personajes no particularmente, sino conectándolos con los problemas de la sociedad de la época, y describiendo los asesinatos como consecuencia de la mala política y economía. En el cómic, Moore relaciona todos los personajes históricos del tiempo con los acontecimientos. Así personajes como Joseph Merrick, Walter Sickert, Oscar Wilde, Black Elk o Aleister Crowley aparecen en el cómic. Moore trata los asesinatos de Jack el Destripador como un ritual pensado para reforzar la hegemonía de lo racional y masculino sobre lo inconsciente y femenino, con un discurso misógino muy elaborado. Con saltos temporales y percepciones casi oníricas, Moore vuelve a tratar sus ideas sobre la percepción del tiempo como ya hizo en Watchmen. Las ilustraciones estuvieron al cargo de Eddie Campbell, dibujado con tinta de hollín caracterizando y figurando a la perfección la historia de Moore. From Hell tardó unos diez años en concluirse, pasando por la editorial Taboo y dos más para finalmente publicarse en una edición en libro para la editorial Eddie Campbell Comics. Obtuvo numerables elogios y galardones, y en 2001 fue adaptada a la gran pantalla con menor gloria por los hermanos Hughes.
El siguiente proyecto de Moore fue Lost Girls, un cómic erótico con Wendy, Alicia y Dorothy de las respectivas novelas inglesas del siglo XIX, junto a la dibujante Melinda Gebbie. En esta serie dividida en tres historias: «Alice's Adventures in Wonderland», «Peter and Wendy» y «The Wonderful Wizard of Oz». Fue terminada y publicada en agosto de 2006 en Estados Unidos, pero la publicación en Europa se pospuso hasta 2008 ya que el «Great Ormond Street Hospital» tenía los derechos de la obra de Peter and Wendy. Todavía no se ha logrado publicar en Reino Unido.

### Regreso almainstream
Después de varios años fuera de las corrientes principales de cómics, Moore volvió a dejar su huella en varios cómics de superhéroes para Image comics y otras editoriales que más tarde romperían su contrato. En esta época empezó a tener la sensación que su influencia en autores de cómics de superhéroes posteriores que se basaban en su estilo era perjudicial. Veía que en lugar de tomar como referencia los aspectos más innovadores de su trabajo se centraban en la violencia y en los ambientes oscuros. Como reacción a este deterioro de la «inocencia» de los primeros superhéroes, Moore con los dibujantes Stephen R. Bissete, Rick Veitch y John Totleben crearon 1963, una serie revival de las primeras obras de la Marvel.
Aprovechando las primeras publicaciones de Spider-Man, Doctor Strange, Iron Man, Fantastic Four, y The Avengers, escribió los guiones según los estilos de la época, incluyendo las actitudes sexistas y pro-capitalistas de la época.
Esta serie tenía que acabar con un informe que narrara que estos superhéroes viajarían a los años 1990, donde se encontrarían con sus homónimos sombríos y ultra-violentos de la Image Comics. Los héroes de 1963 quedarían de piedra al ver su herencia, que habría cambiado incluso en el color. Este último capítulo no llegó a aparecer nunca, dados los conflictos entre Image Comics y el equipo creativo.
Después de 1963, Moore empezó a trabajar en WildC.A.T.s, de Jim Lee e hizo un número de Supreme, Youngblood y Glory de Rob Liefeld. Con Supreme, analogía del Superman violento de Liefeld, el cómic de Moore se convirtió en un homenaje posmoderno a los antiguos superhéroes de los cómics de los años 40, más concretamente de la época del Superman de Mort Weisinger. El pasado del personaje era narrado con flashbacks de aventuras pasadas e historias y mitos de Superman.

### America's Best Comics
Después de su trabajo en WildC.A.T.s, Moore creó la America's Best Comics, una nueva oleada de personajes creados para ser publicados en la compañía Wildstorm, de Jim Lee.
The League of Extraordinary Gentlemen fue un cómic protagonizado por los más variopintos personajes de las novelas de la época victoriana, como Allan Quatermain de H. Rider Haggard, El hombre invisible de H. G. Wells, el Capitán Nemo de Julio Verne, el Doctor Jeckyll y Mr. Hyde de Robert Louis Stevenson y Wilhelmina del Drácula de Bram Stocker. The League of Extraordinary Gentlemen fue el primer cómic de la America's Best Comics (ABC).
Con ilustraciones de Kevin O'Neill, en el primer capítulo se narraba el combate entre la Liga contra el profesor Moriarty, villano extraído de las novelas de Sherlock Holmes; En el siguiente capítulo luchaban contra los marcianos vistos en The War of the Worlds. Un tercer volumen llamado The Black Dossier, ambientado en la década de 1950, fue publicado en Estados Unidos el 14 de noviembre de 2007, pero por cuestiones de derechos de autor no saldrá del país.
Se hizo una adaptación del cómic a la gran pantalla en 2003, con Sean Connery como Quatermain en el papel protagonista. Esta serie es la única en la ABC en la que Moore y O'Neil se reservan los derechos de autor.
Tom Strong son las aventuras de un superhéroe posmoderno que parodia y a su vez homenajea al género de los superhéroes, caracterizado como los superhéroes de antes de Superman, como fueron Doc Savage, The Phantom y Tarzan. El protagonista longevo gracias a una droga, narra mediante flashbacks sus hazañas durante el siglo XX, adaptando el estilo de dibujo y las formas de hablar a la época que narra, haciendo un repaso a la historia del cómic y a las publicaciones pulp. Dibujado por Chris Sprouse.
Top 10, una comedia policiaca del género deadpan (género del cómic en el que las situaciones satíricas se dan sin ninguna expresión de apoyo por parte del personaje), situada en una ciudad donde todo el mundo tiene superpoderes e identidades secretas. Los diseños de Top 10 están a cargo de Zander Cannon y dibujos finales de Gene Ha. La serie consta de doce capítulos, pero han dado origen a cuatro obras derivadas: las miniseries Smax, dibujadas por Cannon, top 10: The forty-Niners, una precuela dibujada por Ha y dos miniseries más a modo de secuela Top 10. Beyond the Farthest Precint y Top 10: Season Two, en las que Moore ya no hubo metido mano.
Con Promethea, una superheroína de un plano paralelo llamado Inmateria, Moore experimenta con las ideas de la consciencia, el misticismo, la magia, la écriture féminine y la Cábala. Dibujos de JH Williams III.
Con la antología Tomorrow Stories, Moore narra las distintas historias de sus nuevos personajes Cobweb, First American, Greyshirt, Jack B. Quick y Splash Brannigan, en sus publicaciones homónimas.
Antes de publicar estas obras, Lee vendió Wildstorm a DC, en 1999, con lo que Moore se vio en la incómoda situación de encontrarse trabajando para los mismos que antaño había rechazado.
Wildstorm intentó apaciguarlo creando una nueva editorial, Firewall, para separarlo de las oficinas corporativas de la DC, así podría publicar su obra sin que apareciera el sello de DC. Esto aseguraba además la no interferencia de DC en la carrera de Moore, pero hubo varios percances que le irritaron. Concretamente, en el quinto número de League of Extraordinary Gentlemen, donde aparecía un anuncio antiguo de un Marvel-brand (Marvel, «maravillosa» en inglés), que hizo que el ejecutivo de la DC Paul Levitz ordenara la destrucción de los cómics impresos y el cambio de nombre del producto por Amaze, para paliar las posibles disputas entre la DC y la Marvel Comics. Además la DC censuró una historieta de Cobweb para la serie Tomorrow Stories #8 que hacía referencia a L. Ron Hubbard, padre de la Cienciología, a Jack Parsons, ocultista americano y a Babalon Working, las ceremonias de magia negra de este último. Irónicamente, más tarde revelaron que ya habían publicado una versión de estos cultos en el volumen The Big Book of Conspiracies de la Paradox Press.

### Últimos trabajos
Uno de los últimos proyectos de Moore es Albion, para Wildstorm. Esta publicación, que consta de seis miniseries, la escribió su hija Leah Moore junto a su marido John Reppion.
En noviembre de 2009 Moore lanzó la «primera revista underground del siglo XXI», llamada Dodgem Logic, donde publicarán sus obras dibujantes y autores underground, como también el mismo Moore. Junto a Steve Moore creó The Moon and Serpent Bumper Book of Magic, que fue publicado por la editorial Top Shelf en 2010-2011.
Recientemente se ha publicado en Avatar Press un cómic llamado Light of thy Countenance basado en la historia que Moore publicó en 1995, y un cómic de terror llamado Neonomicon.
La primera parte de The League of Extraordinary Gentlemen, Volume III: Century fue publicada en mayo de 2009. La segunda parte se publicó en 2010, y la parte final en 2011.

## Aporte a la historieta contemporánea
Desde un punto de vista formal, la obra de Moore es reconocida por inventar o desarrollar numerosos recursos narrativos que han contribuido a expandir las posibilidades expresivas del medio, tales como elipsis forzadas, simultaneidad y paralelismo de texto e imágenes, intercontextualización de elementos ajenos en principio a la historia que está contando, y un largo etcétera. Para algunos de sus detractores, dicho arsenal de recursos narrativos es usado por Moore para construir un castillo de fuegos artificiales que tapa un trasfondo más endeble de lo que se pretende. Para sus defensores, sin embargo, la continua elaboración e invención de recursos literarios y gráficos añade capas de complejidad al trasfondo de su obra y abre caminos en la narrativa del medio.
Desde un punto de vista conceptual, los temas explorados van desde la indagación en clave psicoanalítica del superhombre nietzscheano (Watchmen, su obra más famosa), hasta un subrepticio estudio antropológico sobre el concepto de libertad y el libre albedrío, enmarcándolo en una ucrónica Inglaterra totalitaria (V de Vendetta, considerada por muchos su mejor obra).
Su trabajo incorpora un amplio abanico de influencias ajenas al mundo de la historieta, entre ellas la obra de escritores como Michael Moorcock y otros de la llamada nueva ola de la ciencia ficción, autores del género de horror como Clive Barker, consagrados como William S. Burroughs, Thomas Pynchon o Iain Sinclair y cineastas como Nicolas Roeg. Dentro del mundo del cómic, ha sido influido por Will Eisner, Harvey Kurtzman, Jack Kirby y Bryan Talbot.

## Premios

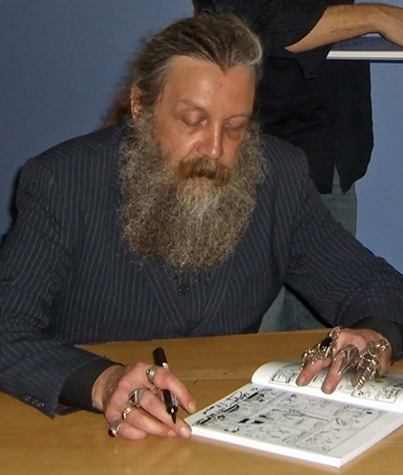
Alan Moore firmando un libro en 2006

Alan Moore recibió varios Premios Jack Kirby, entre los que se cuentan las categorías a Mejor número único por La cosa del pantano anual N.º 2 en 1985, Mejor serie continua por La cosa del pantano en 1985, 1986 y 1987.
Mejor guionista por La cosa del pantano en 1985 y 1986; y por Watchmen en 1987. También Mejor serie limitada y Mejor equipo creativo por Watchmen en 1987. Moore ha sido nominado en varias ocasiones al Premio de los fanáticos de Comics Buyer's Guide, ganando en la categoría de Escritor favorito de los años 1985, 1986, 1987, 1999 y 2000. En la categoría Historia favorita de cómic ganó por Watchmen en 1987 y en la categoría Álbum original favorito ganó por Batman: The Killing Joke en 1988. También en ese año fue nominado al Premio Mundial de Fantasía en la categoría Mejor novela por el cómic A Hypotetical Lizard, publicada en el 2004 por Avatar Press. Moore recibió dos Premios del Gremio Internacional del Horror: en la categoría Narrativa ilustrada por From Hell en 1995 y luego por The League of Extraordinary Gentlemen en el 2003. En el Salón Internacional del Cómic del Principado de Asturias recibió el Premio Haxtur a la Mejor historia larga y al Mejor guion por Watchmen en 1988. También ganó Premio Haxtur en la categoría de Mejor guion por La maldición-La Cosa del Pantano #5 en 1989.
Como reconocimiento especial Watchmen es la única novela gráfica listada en Las cien mejores novelas desde 1923 hasta el presente publicado por la revista Time.

## Moore y el cine
Dos de sus cómics, From Hell y The League of Extraordinary Gentlemen, han sido convertidos en películas de Hollywood en 2001 y 2003, respectivamente. Además, otra película, Constantine (2005), dirigida por Francis Lawrence, está basada en el personaje John Constantine, creado por Moore, donde aparece como personaje secundario de la saga La Cosa del Pantano (posteriormente Constantine sería protagonista de la serie de cómics Hellblazer). Moore, decepcionado por los resultados artísticos de estas interpretaciones, ha rechazado recibir dinero por adaptaciones futuras de su trabajo.
La adaptación al cine de una obra suya es V for Vendetta, con guion de las hermanas Wachowski y protagonizada por Hugo Weaving y Natalie Portman. Moore ha renegado de la película, tachando su guion de «porquería» y ha exigido a los productores que retiren su nombre de los créditos.
Otro proyecto de película, Watchmen, iba a ser dirigido por Paul Greengrass pero finalmente la productora Paramount rechazó su realización por el elevado presupuesto. Tiempo después, el director estadounidense Zack Snyder se encargó de la realización de dicha obra, que se estrenó el 6 de marzo de 2009, y, como en el caso de V for Vendetta, Moore rechazó aparecer entre los créditos iniciales como creador de la novela gráfica, dejando en pantalla simplemente el nombre de su «co-creador y dibujante DAVE GIBBONS».
| Año  | Título                                | Director                     | obra en la que se basa                   | Presupuesto  | Taquilla mundial | Beneficio    | Rotten Tomatoes |
| ---- | ------------------------------------- | ---------------------------- | ---------------------------------------- | ------------ | ---------------- | ------------ | --------------- |
| 2001 | Desde el infierno                     | Albert Hughes y Allen Hughes | From Hell                                | 35 000       | 74 558 115       | 6 006 963    | 57%             |
| 2003 | The League of Extraordinary Gentlemen | Stephen Norrington           | The League of Extraordinary Gentlemen    | 78 000       | 179 265 204      | 20 595 862   | 17%             |
| 2005 | Constantine                           | Francis Lawrence             | John Constantine personaje de Hellblazer | 100 000      | 230 884 728      | 26 986 600   | 46%             |
| 2006 | V for Vendetta                        | James McTeigue               | V for Vendetta                           | 54 000       | 132 511 035      | 18 881 069   | 73%             |
| 2009 | Watchmen                              | Zack Snyder                  | Watchmen                                 | 130 000      | 185 258 983      | 55 214 334   | 65%             |
| 2016 | Batman: The Killing Joke              | Sam Liu                      | Batman: The Killing Joke                 | 3,5 millones | 4,4 millones     | 1,2 millones | 48%             |

## Otros trabajos
Además de su dedicación al cómic, Moore practica magia ceremonial desde mediados de los años 1990, la cual ha servido de inspiración para varias de sus obras más recientes -especialmente Promethea- y se declara inscrito en la corriente de la Magia del caos. Es miembro de un grupo teatral de vanguardia llamado El gran teatro de las Maravillas. Dos obras de este grupo, El Amnios Natal y Serpientes y escaleras, han sido transformadas en cómics por Eddie Campbell.
Ha escrito una novela, La voz del fuego, un conjunto de historias breves aparentemente inconexas ocurridas en Northampton a lo largo de varios siglos desde la edad de Bronce hasta la actualidad. También ha firmado un guion aún no realizado, Fashion Beast, una relectura del mito de La Bella y la Bestia que le fue encargada por Malcolm McLaren.
Ha colaborado con su actual compañera sentimental, la dibujante Melinda Gebbie, en la novela gráfica de corte erótico Lost Girls.
Actualmente Moore continúa viviendo en su natal Northampton. Una biografía detallada, titulada Alan Moore: Portrait of an Extraordinary Gentleman, se publicó al cumplir Moore 50 años. Las ganancias de esta publicación están destinadas a acciones humanitarias.

## Obras destacadas

### Etapa británica
- Trabajos para 2000 AD:
  - Aberlard Snazz (1980-1983): material procedente de 2000 AD Progs 189-190, 209, 237-238, 245, 259, 299.
  - Tharg's Future Shocks (1981-1983): material procedente de 2000 AD Progs 203, 209, 214, 217, 219, 234, 240, 242, 245-247, 249, 251-253, 257, 265, 267-273, 282, 291, 325, 329, 331-332.
  - Time Twisters (1982-1983): 308-310, 315, 317, 318, 320, 324, 327.
  - Historias cortas (1982-1983): 4 historias cortas, Hot Item (2000 AD Prog 278); El decepcionante día del doctor Dibworty (2000 AD Prog 316); The hiper-historic headbang (2000 AD prog 232); La pereza letal de Lobelia Loam (2000 AD Prog 323).
  - D.R. & Quinch (1982-1985): material procedente de 2000 AD Progs 317, 350-359, 363-367, 2000 AD Special Cience-Fiction 1985.
  - Skizz (1983): material procedente de 2000 AD Progs 308-330.
  - La Balada de Halo Jones (1984-1986): material prodecente de 2000 AD Progs 376-385, 405-415, 451-466.

- Trabajos para la revista Warrior:
  - Miracleman (1982-1989)
  - V de Vendetta (1982-1987)

- Trabajos para Marvel UK:
  - Capitán Britania Publicado en España por Panini en el tomo Best of Marvel Capitán Britania (1982-1984)

### Etapa estadounidense
- John Constantine: Para la revista Swamp Thing en el número 37 (junio de 1985)
- La saga de la Cosa del Pantano (1984-1987), con los dibujantes Stephen Bissette y John Totleben.
- Superman: For the Man Who Has Everything (1985)
- Superman: Whatever Happened to the Man of Tomorrow? (1986)
- Watchmen (1986-1987)
- Batman: The Killing Joke (1988)
- Brought to light (1989)
- From Hell (1989-99)
- A Small Killing (1991)
- WildC.A.T.s (1995-1998)

### America's Best Comics
- The League of Extraordinary Gentlemen (1999–presente)
- Tom Strong (1999-2006)
- Promethea (1999-2005)
- Top 10 (1999-2001)
- Lost Girls (1991–1992, 2006)

Entre sus obras más destacadas se encuentra también El espejo del amor, de 1988, un poema épico que relata la historia de los homosexuales y del trato y pensamiento que se tenían hacia ellos. Este libro de estilo poético hace una visión detallada donde invita a la reflexión acerca de este colectivo.

## Opiniones de contemporáneos
- Neil Gaiman: «Lo mejor de que Alan Moore entrara al mundo de los cómics fue mirarlo y pensar, su trabajo es tan poderoso intelectualmente como desafiante a nivel emocional del mismo modo que cualquier cosa que uno pueda apreciar en los cines o en los escenarios».[13]
- Garth Ennis: «Pone todo el sitio patas arriba con sus Watchmen, su V for Vendetta y su Halo Jones (...) ¡Sólo estaba comenzando! Hace From Hell (...) él sólo va y resuelve el misterio de quién fue Jack El Destripador. (...) No, él no estuvo satisfecho hasta que los comics no fueron los mismos nunca más».